# La Castellana

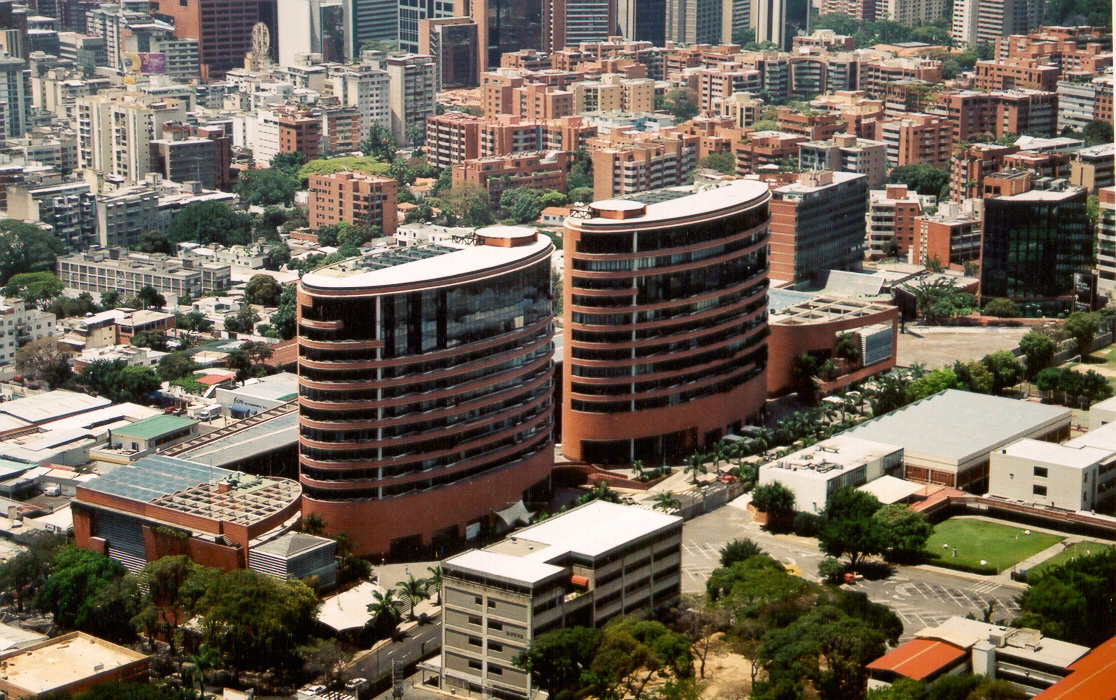
Imagem aérea do Centro San Ignacio, em La Castellana.

La Castellana é um distrito em  Caracas, Venezuela, está localizado na parte nordeste da capital, delimitando-se a sul pelo município de Chacao, a leste pelo bairro Altamira (Caracas), a oeste pelo Country Clube de Caracas e Campo Alegre, finalmente a norte pelo  Parque El Ávila National.

## Descrição
O distrito é um importante centro recreacional, residencial e de negócios de Caracas, onde o custo por metro quadrado de imóveis é um dos mais elevados do país. É lar de cinco hotéis cinco estrelas, dentre eles o Renaissance Caracas  e o Me by Meliá.
La Castellana hospeda também o Centro San Ignacio, famoso shopping que consiste em cinco níveis com várias casas noturnas chiques. Possui terraços abertos de serviços de fast-food locais, eventos desportivos, variados restaurantes e ainda um complexo de cinema oferecido em 4D.